# Этрепаньи (кантон)

Кантон Этрепаньи в составе округа

Этрепаньи (фр. Étrépagny) — упраздненный кантон во Франции, регион Верхняя Нормандия, департамент Эр. Входил в состав округа Лез-Андели.
В состав кантона входили коммуны (население по данным Национального института статистики Архивная копия от 23 октября 2014 на Wayback Machine за 2011 г.):
- Аквиль (456 чел.)
- Виллер-ан-Вексен (279 чел.)
- Гамаш-ан-Вексен (320 чел.)
- Дудовиль-ан-Вексен (308 чел.)
- Ёдикур (638 чел.)
- Кудре (236 чел.)
- Ла-Нёф-Гранж (336 чел.)
- Ле-Тиль (440 чел.)
- Лез-Тийер-ан-Вексен (465 чел.)
- Лоншам (625 чел.)
- Морньи (585 чел.)
- Муфлен (160 чел.)
- Ножон-ан-Вексен (311 чел.)
- Пюше (571 чел.)
- Ришвиль (278 чел.)
- Сент-Мари-де-Ватимениль (253 чел.)
- Соссе-ла-Кампань (475 чел.)
- Фарсо (306 чел.)
- Шовенкур-Провмон (343 чел.)
- Этрепаньи (3 834 чел.)

В соответствии с территориальной реформой с 2015 года кантона был упразднен. Входящие в его состав коммуны были включены в кантон Жизор.

## Экономика
Структура занятости населения:
- сельское хозяйство — 7,9 %
- промышленность — 21,3 %
- строительство — 9,3 %
- торговля, транспорт и сфера услуг — 36,7 %
- государственные и муниципальные службы — 24,9 %

Уровень безработицы (2011 год) - 12,0 % (Франция в целом — 12,8 %, департамент Эр — 12,5 %). 

Среднегодовой доход на 1 человека, евро (2011 год) - 23 358 (Франция в целом — 25 140, департамент Эр — 24 232).

## Политика
На президентских выборах 2012 г. жители кантона отдали в 1-м туре Марин Ле Пен 30,5 % голосов против 25,4 % у Николя Саркози и 22,7 % у Франсуа Олланда, во 2-м туре в кантоне победил Саркози, получивший 53,6 % голосов (2007 г. 1 тур: Саркози  — 29,0 %, Сеголен Руаяль — 19,5 %; 2 тур: Саркози — 58,1 %). На выборах в Национальное собрание в 2012 г. по 5-му избирательному округу департамента Эр они поддержали действующего депутата, кандидата партии Союз за народное движение Франка Жилара, получившего 32,0 % голосов в 1-м туре и 52,7 % голосов - во 2-м туре.
|  | Кандидат          | Партия                    | % голосов |
|  | ----------------- | ------------------------- | --------- |
|  | Пьер Бофиль       | Союз за народное движение | 67,80     |
|  | Ален Перине-Марке | Национальный фронт        | 32,20     |

|  | Кандидат         | Партия                    | % голосов |
|  | ---------------- | ------------------------- | --------- |
|  | Пьер Бофиль      | Союз за народное движение | 46,83     |
|  | Катрин Пикар     | Социалистическая партия   | 35,28     |
|  | Жан-Клод Лельевр | Национальный фронт        | 17,89     |